# Puzol
Puzol (en valenciano y oficialmente, Puçol) es un municipio de la provincia de Valencia de la Comunidad Valenciana en España. Situado en el noreste de la provincia de Valencia, en la comarca de la Huerta Norte, su población es de 21 298 habitantes (INE 2024).

## Geografía
Integrado en la comarca de Huerta Norte, se sitúa a 18 kilómetros de Valencia. Situado en el extremo septentrional de la comarca de la Huerta Norte, entre las últimas cordilleras de la Sierra Calderona y el mar Mediterráneo. El término municipal está atravesado por las siguientes carreteras:
- Autovía del Mediterráneo (A-7), que permite la comunicación con Castellón y Valencia.
- Autovía V-21, acceso norte a la ciudad de Valencia.
- Autovía V-23, que sirve de acceso a Sagunto.
- Carretera local CV-306, que se dirige hacia El Puig y Puebla de Farnals.[4][5]

### Orografía
El relieve es prácticamente llano donde se asienta el casco urbano, y la playa. En la zona noroeste se encuentra la cima de La Costera y el monte Picayo, donde la altitud oscila entre los 182 m en el extremo oeste y el nivel del mar en la playa de Puzol. El pueblo se alza a 8 m sobre el nivel del mar.

### Clima y Vegetación
Clima y vegetación mediterráneos, donde predomina la pinada y la encina. La vegetación baja está compuesta por romero, tomillo y matorrales de madroño. El clima presenta inviernos de temperaturas moderadas con una media de 7 °C de mínima y 16 °C de máxima, y veranos calurosos con una temperatura mínima de 22 °C y una máxima de 29 °C. Lluvias poco ocasionales y viento predominante entre los meses de noviembre a marzo, con rachas de hasta 25 km/h.

### Localidades limítrofe
| Noroeste: Sagunto | Norte: Sagunto | Nordeste: Sagunto      |
| Oeste: Sagunto    |                | Este: Mar Mediterráneo |
| Suroeste: El Puig | Sur: El Puig   | Sureste: El Puig       |

### Barrios y pedanías
Los sectores de la localidad de Puzol son: Casco antiguo, Hostalets, Ensanche, Masía del Bombo, La Murta, Norte, El Barrio (o barrio de San Claudio), Ildefonso Fierro, Ciudad Jardín, La Barraca, Dels Antigons y Magraners.
El término municipal se compone de tres núcleos urbanos:
- Urbanización Alfinach, Urbanización Los Monasterios y Urbanización Monte Picayo: Comparten término entre Puzol y Sagunto y se sitúan a los pies de la Sierra Calderona.
- Casco urbano y polígono industrial Campo Aníbal: Situados en el centro del término municipal de Puzol[8]
- Playa de Puzol: Conecta con el mar Mediterráneo. Es el núcleo de atracción turística en temporada estival.

### Playa de Puzol
También cabe destacar la transformación de la playa de piedras en una moderna playa de arena fina, inaugurada en 2004, la cual posee un paseo marítimo que recorre los más de dos kilómetros de costa. Los principales accesos a la playa son el Camí La Mar y la Vereda Mangraners, que fueron reformadas en 2014 en un plan para el desarrollo turístico de la playa puesto que ahora permite el tránsito de los peatones.
Cuenta con bandera azul, Q de calidad turística y el sello de Qualitur de calidad del agua como reconocimientos a los servicios que presta. Dispone de Lavapiés, duchas, papeleras, redes de vóley-playa, paseo peatonal y acceso para personas minusválidas, además de servicio de socorrismo y vigilancia en meses de verano, y medición del índice de calidad del agua.
En la playa durante el verano se ofrecen varias actividades lúdicas y servicios de ocio o deportivos que dinamizan la zona, además de actividades de submarinismo y camping durante la temporada estival que atrae a numeroso visitantes. Se establece en los meses de verano un centro sanitario y una oficina de turismo para prestar servicio a la población debido al aumento de está. En los meses de verano se desarrollan también actividades de ocio y culturales de la programación festiva del municipio.
Al norte de la playa se encuentra La Marjal dels Moros, un enclave natural catalogado como ZEPA (Zona de especial protección de aves).
Actualmente la playa cuenta con más de un millar habitantes, de los cuales un tercio son de primera residencia o de segunda en tiempo parcial de al menos cinco meses del año.

### Rutas
- Sendero de gran recorrido GR-10: este sendero une Puzol con Lisboa y comienza en el Paraje Natural La Costera. La distancia entre el municipio y la capital portuguesa es de 1600 kilómetros de los cuales 112 se encuentran dentro de la Comunidad Valenciana (74 km en la provincia de Valencia y 38 km en Castellón). Comienza en Puzol y se adentra en la Sierra Calderona pasando por Segart, Serra y Gátova.[11]

Forma parte de la Red de Senderos Europeos de Gran Recorrido que conectan España con el resto de Europa mediante sendas, pistas y caminos.
- Vía Augusta: es una antigua calzada romana, con un total de 1500 kilómetros, que unía los Pirineos con Cádiz. La Comunidad Valenciana comprende 425 kilómetros y el recorrido esta asfaltado prácticamente en su totalidad.[11][13]

- Vía Verde: esta ruta de 16 kilómetros sigue el trazado de una antigua vía de ferrocarril que transcurría por la comarca de la Huerta Norte, reconvertida en Vía Verde de acceso a todos los públicos a pie o en bicicleta que transcurre entre la huerta de la comarca.[11][14]
- 'Ruta o Camino del Cid': también pasa por el término municipal de Puzol. Esta ruta enlaza Valencia con Burgos, pasando por Guadalajara y Teruel. Su itinerario turístico-cultural sigue las huellas del caballero medieval descritas en El Cantar del Mío Cid. En el trayecto de Sagunto a El Puig (esenciales en el Camino del Cid por sus fortalezas), se pasará por Puzol para ver los monumentos patrimoniales más importantes de la localidad: la iglesia de los Santos Juanes, el palacio arzobispal, el torreón morisco del siglo XIV y la Torre del Molino del Viento.[11][15][16]

- Ruta del Agua: recorrido que transcurre por el centro histórico y la ribera del río Chelva. La ruta muestra diferentes usos del agua, combina cultura y naturaleza. Sigue el curso del agua por las diferentes acequias construidas.[11]

## Toponimia
Los orígenes de Puzol se remontan a la época romana, es considerada una palabra de origen latino (Puteolum) donde se acuñó al pueblo como Puteus, "pozo" en castellano. Debido a su geografía física, en una zona de humedad con una gran riqueza hídrica. Entre las antiguas fortalezas de El Puig y Sagunto, a partir de 1243 se establece el nombre actual de la localidad, Puçol o Puzol, en castellano.

## Historia

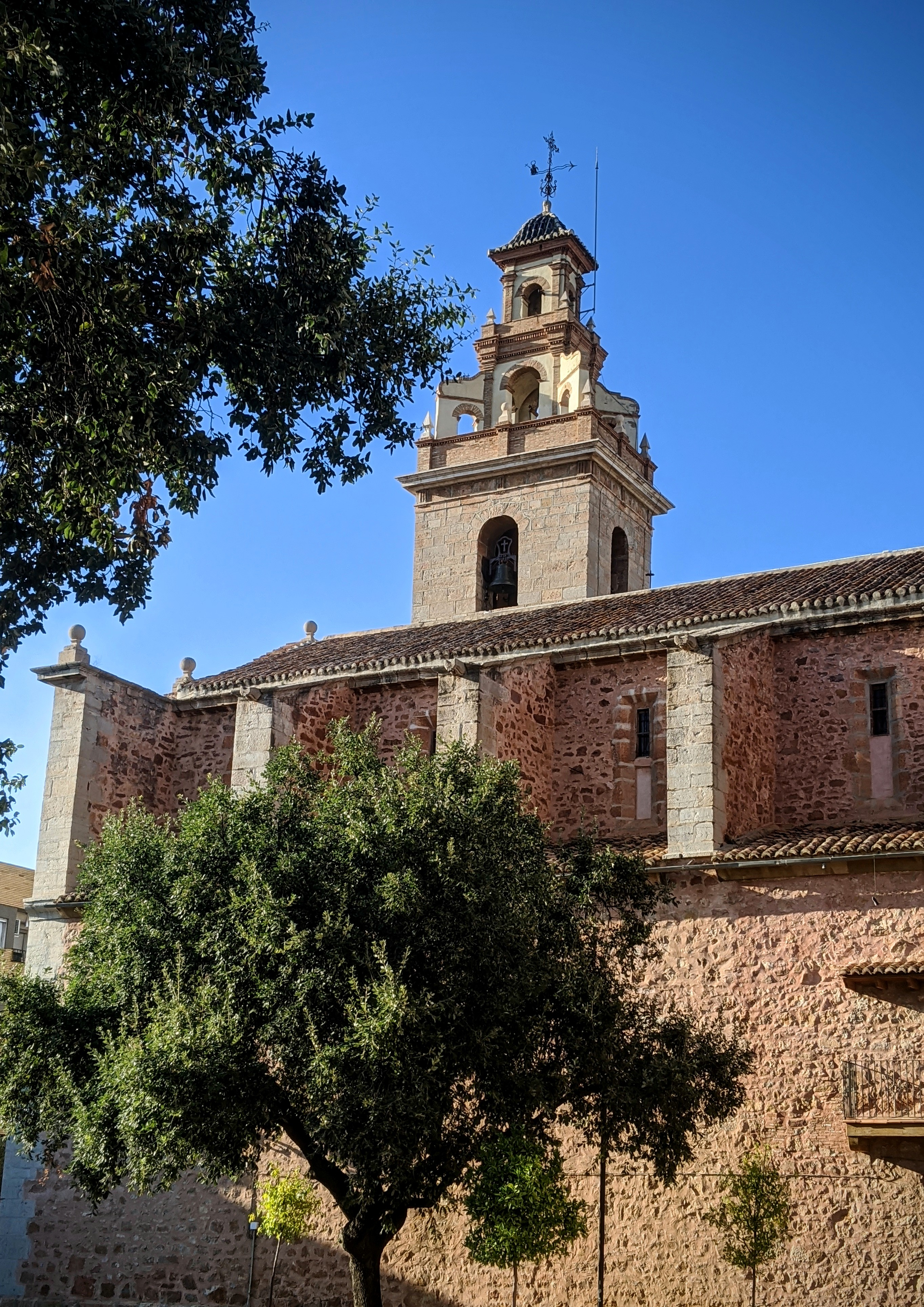
Vista campanario de los Santos Juanes de Puzol

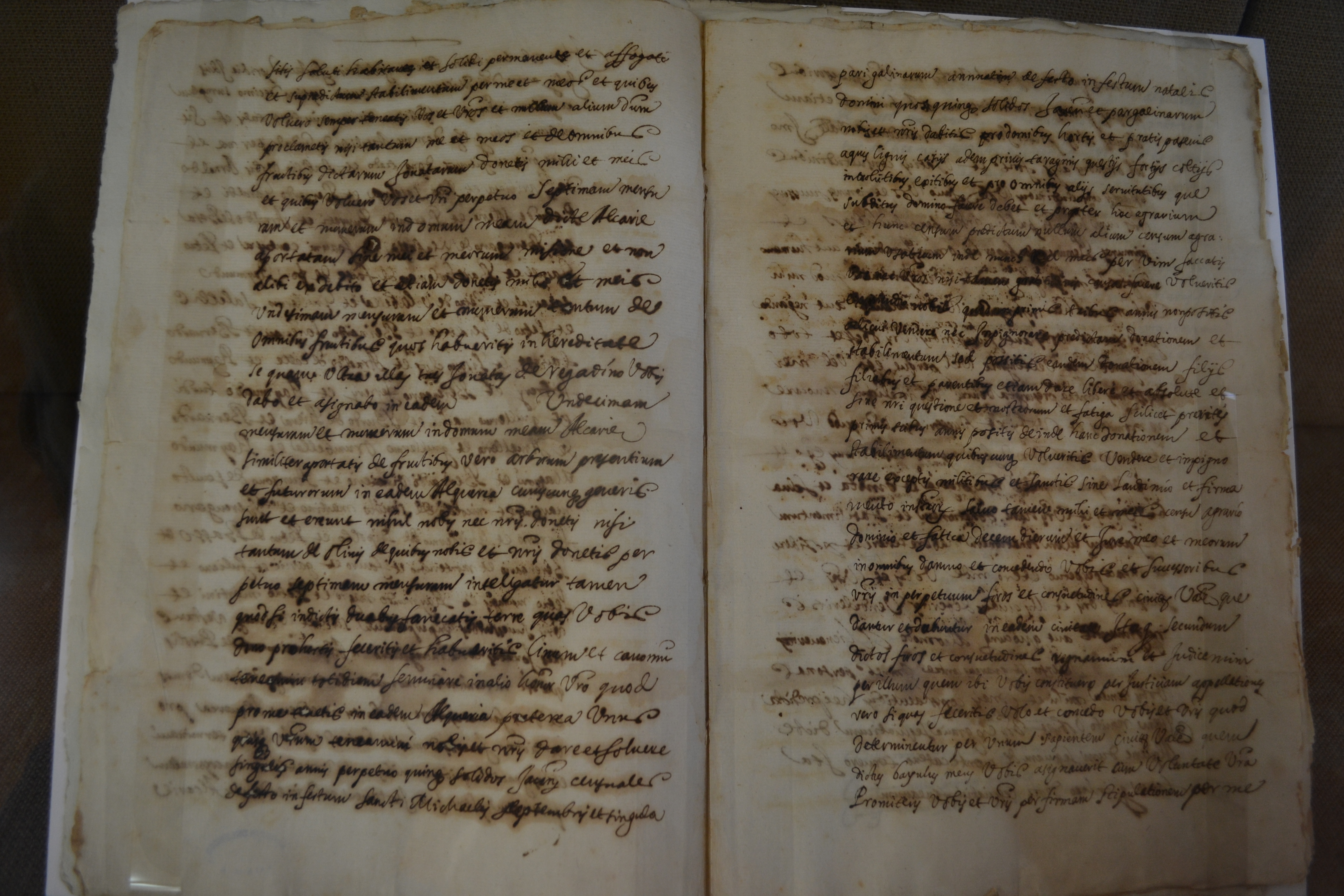
Carta pueblo de Puzol.

Gracias a su situación geográfica, entre el mar y la montaña, los orígenes de Puçol se remontan a la época de los romanos que se instalan en el Trull del Moro. Llaman al lugar Puteus, que significa pozo, por la gran cantidad de agua que se encuentran en la zona.
En la época musulmana, según el puzolense Francisco Roca, la aldea comienza a llamarse Puigsol, y alcanza gran popularidad por ubicarse entre dos grandes fortalezas, Sagunto y El Puig. En el siglo XIII la población es conquistada por Jaime I.
Con el tiempo continuará evolucionando su nombre a Pussol, y definitivamente se llamará Puçol, nombre oficial de la localidad determinado por un Decreto del Consell de
A partir del siglo XV, después de la peste negra del siglo XIV, la población sufre una gran desarrollo gracias a la exportación de frutas.
Sus monumentos más importantes, la iglesia de los Santos Juanes y el Palacio Arzobispal, fueron construidos en el siglo XVII por el arzobispo de Valencia, Juan de Ribera, que también construye uno de los primeros jardines botánicos de España.
En el año 1808 se produce un acontecimiento importante que marca la lucha del pueblo contra la invasión francesa, la Batalla de Puzol dentro de la Guerra de la Independencia Española.

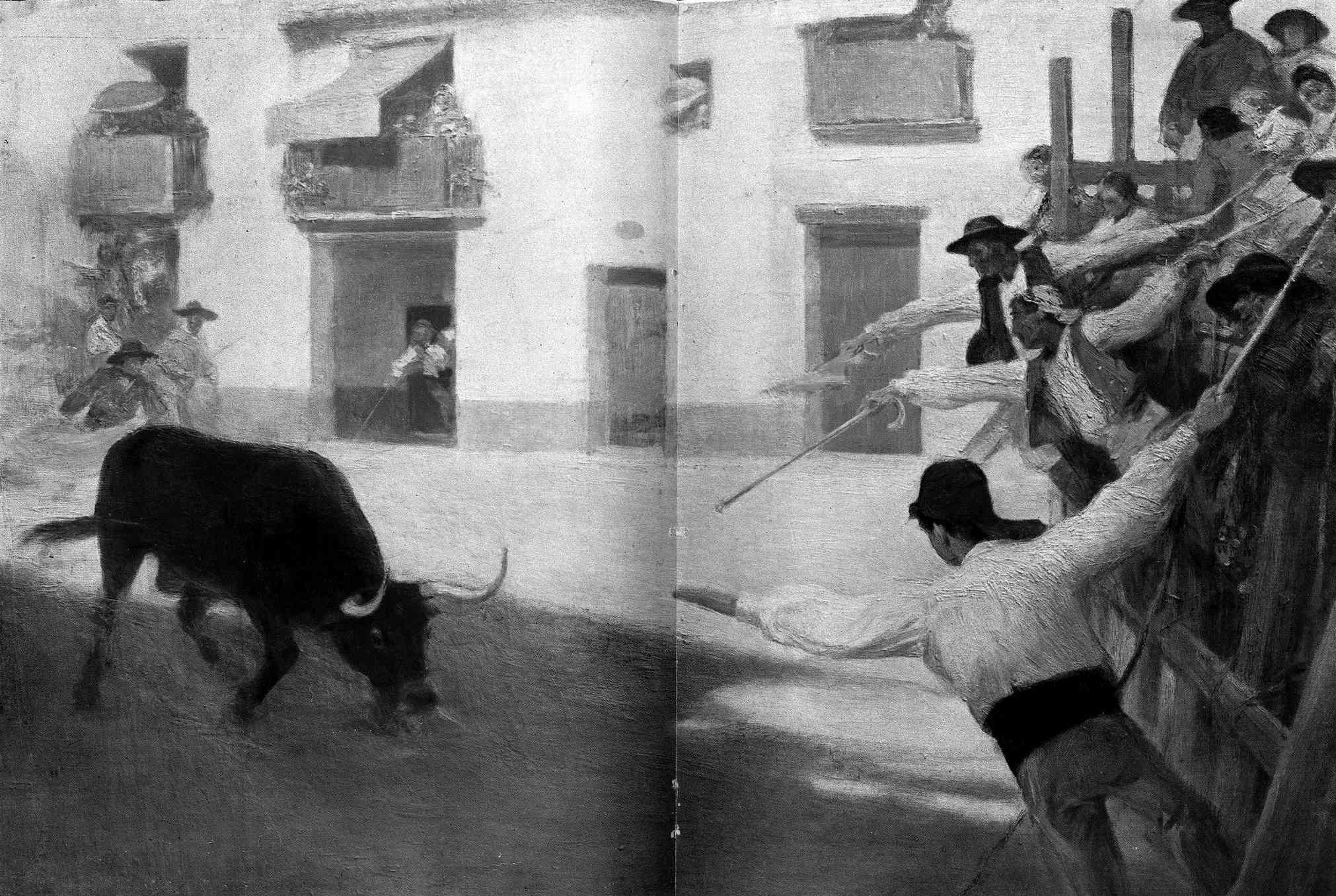
«Toros en Puzol», a partir de un cuadro de José Benlliure Gil (La Esfera, 1923)

Durante Segunda República Española se celebraron las elecciones generales de España de 1933, que dieron la mayoría a los partidos de centro derecha hasta el año 1936. Denominado como bienio negro por la izquierda, se generó gran mal estar entre estas facciones. En este contexto los anarquistas provocan el descarrilamiento del tren rápido Barcelona - Sevilla que se despeña a las once de la noche en el barranco de Puzol entre las estaciones de El Puig y Puzol, con un total de 20 muertos y más de cien heridos. Sobre la una de la madrugada del 9 de diciembre de 1933 estalló un petardo en la estación del Norte, sin otras consecuencias que las de contribuir a la alarma qué desde primera hora de la noche se extendía, por la capital, y que de madrugada adquirió proporciones trágicas con la noticia del criminal atentado contra el rápido Barcelona-Sevilla cometido a la entrada del puente sobre el barranco de Puzol, entre las estaciones de este nombre y la del Puig. Los rieles aparecen cortados y desviados, de donde se deduce que los autores del criminal atentado habían afinado y cuidado hasta el refinamiento las previsiones de su horrible plan con la cortadura de la vía y bomba por dispositivo a presión automática para que cuando el convoy pasara se produjera la explosión. El maquinista se trasladó a pie a la estación de El Puig, desde la que se dio aviso a Valencia de lo ocurrido. Vecinos y autoridades del pueblo dicho y de los de Puzol, Sagunto y otros acudieron con toda diligencia, comenzando los trabajos de salvamento, que se hacían con mucha dificultad.
Tras las primeras elecciones democráticas de 1979 ganadas por Josep Vicent Cuello, se produce la modernización de la población y se construyen las modernas infraestructuras de las que hoy en día dispone. Entre ellas el polideportivo municipal o la Casa de Cultura de Puzol (marzo de 1987). Posteriormente se inaugurarían el Palacio de Deportes (1992), el Espacio Social La Barraca y el Espacio Social Martínez Coll.
Durante el siglo XXI en materia política han prevalecido los sucesivos cambios de gobierno, con dos mociones de censura, una en 2004 y otra en 2008. En cuanto a infraestructuras destaca la remodelación de la playa de Puzol, la cual pasa de ser de piedra a ser de arena, se establecen cinco espigones que delimitan la zona litoral y se lleva a cabo la construcción del paseo marítimo de más de dos kilómetros a lo largo de la costa.
En 2014 se restauró el Camí a la Mar, el acceso desde el casco urbano del municipio a la zona costera, separado este de la Vereda de Mangraners como vía para peatones hasta la playa.

## Demografía
Puzol cuenta con una población de 21 298 habitantes (INE 2024).
| Gráfica de evolución demográfica de Puzol entre 1842 y 2021                                                         |
| |
| Población de derecho según los censos de población del INE Población de hecho según los censos de población del INE |

Puzol, con una densidad de 1147,90 hab./km2, cuenta con 20 731 habitantes (INE 2023), de los que 10 212 son hombres y 10 519 son mujeres. Desde 1998, únicamente ha habido dos bajadas demográficas en Puzol: la primera fue en 2013, cuando bajó un 0,52 % y más tarde, de 2017 a 2018 volvió a bajar un 0,39 %. Exceptuando estos dos casos, desde entonces, la población ha ido experimentando un aumento hasta llegar a 2023.
En cuanto a la clasificación por grupos de edad, el rango de edad mayoritario, con un 51,92 %, va de los 30 a los 64 años, le sigue el de mayores de 64 (17,29 %), mientras que en tercer lugar están las personas menores de 16 años (16,53 %) y, por último, los de 16 a 29 años con un 14,26 %.

### Comunicaciones

#### Tren
El municipio dispone de estación ferroviaria, donde prestan servicio las líneas C-5 y C-6 de Cercanías Valencia.

#### Autobús interurbano
Las líneas de autobús en este municipio son gestionadas por la empresa Autos Vallduxense (AVSA) bajo la marca comercial de MetroBús (autobuses amarillos), de la Generalidad Valenciana. Prestan servicio las siguientes líneas:
| Línea | Recorrido                                                                |
| ----- | ------------------------------------------------------------------------ |
| 110   | Alboraya - Hospital de Sagunto                                           |
| 111   | Valencia - Almácera - Puerto de Sagunto                                  |
| 114B  | Valencia - Masamagrel - Rafelbuñol - Puzol - Sagunto - Puerto de Sagunto |
| 117N  | Nocturno Puzol - Rafelbuñol                                              |
| 119N  | Nocturno Valencia - Puzol                                                |

#### Autobús urbano
El servicio urbano de la localidad, esta explotado por la empresa AVSA, con una única línea Urbanizaciones - Puzol - Playa.

## Economía

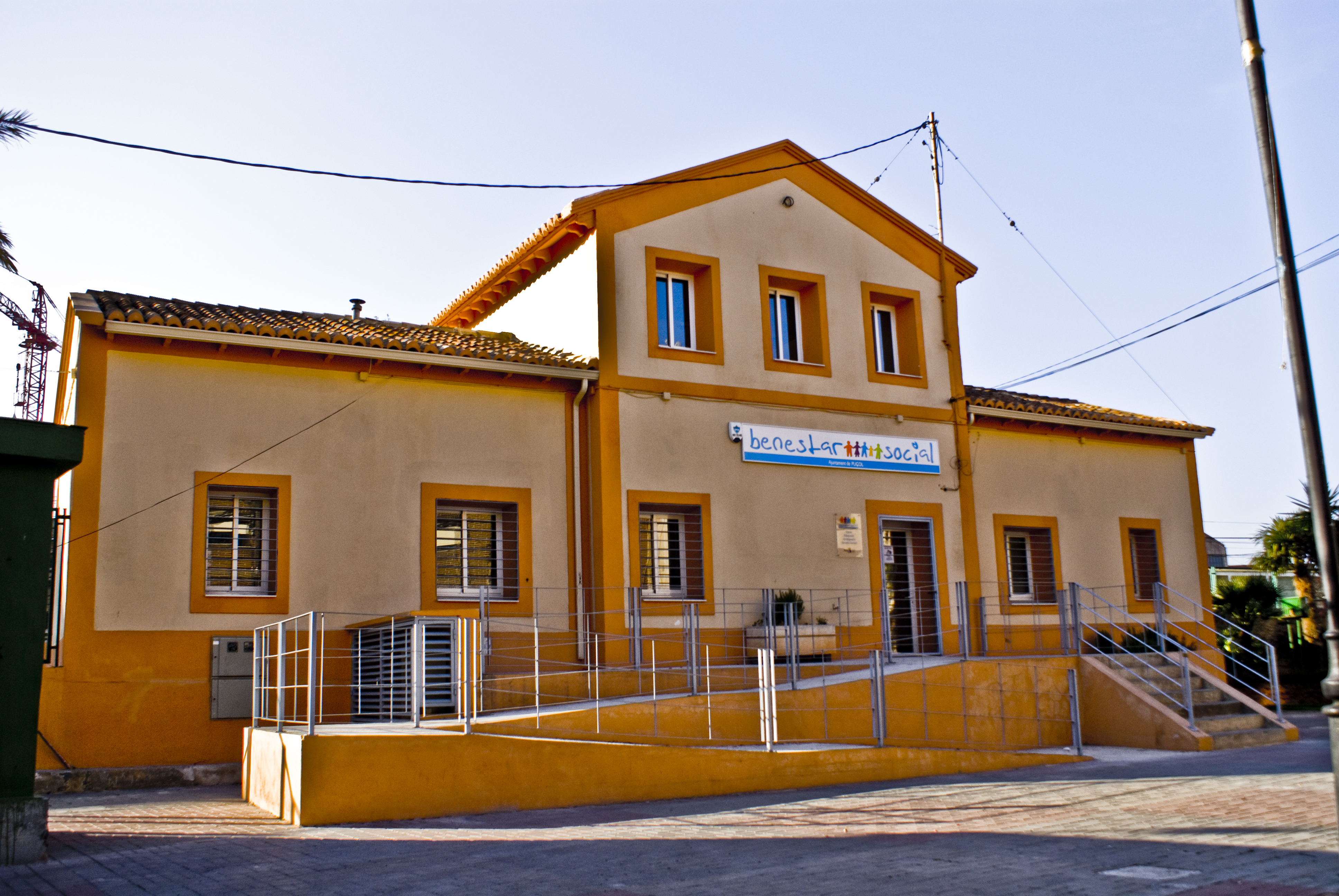
Fachada principal de la antigua estación de RENFE.

Su riqueza económica, principalmente agrícola hasta 1950 se ha visto posteriormente transformada por una serie de industrias de todo tipo, desde la confección de materiales de construcción y hornos de barro, hasta la industria electrodoméstica, representada por la fábrica de Cointra, en la que se empleó gran parte de la población de los años 50. Este auge industrial, propició la inmigración de gentes de Andalucía y Castilla-La Mancha, principalmente, al núcleo urbano de la población, creando los barrios más nuevos de la población, desde el barrio de Ildefonso Fierro, hasta el barrio de Hostalets, un barrio de casas más bajas y unifamiliares de trabajadores que llegaron con posterioridad y se instalaron fuera del núcleo urbano, debido a la más barata adquisición de estos terrenos al ser rurales.
Dentro de la huerta se encontraban en secano almendros, olivos, algarrobos y viñedos. La vid fue en siglos pasados el principal de sus cultivos junto con el arroz, que dejó de cultivarse por las fiebres que provocaba el aire de las aguas estancadas. En la actualidad los cítricos ocupan la mayor parte del terreno que hay de regadío. El resto de la huerta se dedica a frutales, destacan los perales y los naranjos, y hortalizas varias, como tomate, alcachofas, patatas y boniatos. En la huerta también podemos encontrar olmos y algarrobos. En el territorio que no está cultivado destaca la abundancia de pinos, enebro, lentisco, adelfa, brezo y zarzaparrilla, especies propias del clima mediterráneo.
El sector industrial cuenta con tres polígonos industriales que integran industria alimentaria, de automoción, gases y producción de cosméticos, entre otros. Estos tres polígonos son el polígono industrial Campo Aníbal, la Zona Industrial Más del Bombo y el polígono industrial Norte.
En el septiembre de 2012 se anuncia el cierre de la industria Cointra-Godesia y por tanto la pérdida de una de las industrias más significativas para la economía local, siendo afectados por el ERE 50 de 75 trabajadores en activo y siendo trasladada la producción y el resto de trabajadores a la planta de Burgos y su integración en el Grupo Ferroli.
Aunque la artesanía tradicional está en declive debido al auge de la producción en cadena, en Puzol existen los corretgers, que se encargan de fabricar y restaurar los correajes y los aperos de labranza hechos con cuero. Además también hay un pequeño sector de sestearía que fabrica a mano capazos, alpargatas y cestas.
En el sector urbanístico se aprecia una dinamización del sector principalmente alrededor del sector Los Monasterios-Alfinach y de Playa Puzol, dónde debido al auge turístico se desarrollaron las actividades del sector servicios y inmobiliarias. En la zona de Los Monasterios-Alfinach se establecen las urbanizaciones de Alfinach, Monasterios y Monte Picayo, donde residió durante años el Casino Monte Picayo, gran atracción de visitantes y riqueza en la zona. Un mercado inmobiliario en auge, principalmente en estos dos sectores, que se vio afectado por la crisis inmobiliaria del 2008, desde el 2015 y con una gran repercusión en los años 2020 y 2021.
Los factores que determinan el sector inmobiliario en Puzol son: La poca oferta de inmuebles, debido al poco terreno disponible para la construcción de nuevas viviendas y la poca oferta de compra-venta, prima el negocio del alquiler de inmuebles. Un mercado muy ligado al auge de los servicios y el desarrollo de la zona. Por otra parte la oferta de inmuebles en la era post-Covid, donde priman las viviendas unifamiliares con jardín o piscina, que ofrece una mayor libertad. Este tipo de inmuebles son predominantes en el sector de urbanizaciones Los Monasterios-Alfinach y de Playa Puzol. Por último, el auge del precio desde 2022, tras la pandemia del Covid, donde el precio por metro cuadrado ronda los 1750 euros de media. En la zona de Los Monasterios-Alfinach rondan entre los 2200-2400 euros el metro cuadrado, mientras que en Playa Puzol se sitúa en los 2400-2600 euros el metro cuadrado.
El sector turístico, con actividades hoteleras, gastronómicas o inmobiliarias se ve desarrollado en el municipio desde principios del 2000 en adelante. Con un fuerte desarrollo de esta actividad en la zona de la playa de Puzol y un desarrollo urbanístico en las urbanizaciones del sector Los Monasterios-Alfinach. Convirtiéndose en la principal fuente de ingresos del municipio, por encima de la actividad agrícola o industrial.

## Administración y política
| Periodo   | Nombre                                                                             | Partido             |
| --------- | ---------------------------------------------------------------------------------- | ------------------- |
| 1979-1983 | José Vicente Cuello                                                                | PSPV-PSOE           |
| 1983-1987 | José Vicente Cuello                                                                | PSPV-PSOE           |
| 1987-1991 | José Vicente Cuello                                                                | PSPV-PSOE           |
| 1991-1995 | José Vicente Cuello                                                                | PSPV-PSOE           |
| 1995-1999 | José María Iborra                                                                  | PSPV-PSOE           |
| 1999-2003 | José María Iborra                                                                  | PSPV-PSOE           |
| 2003-2007 | José María Iborra (2003-2004) Moción de Censura Juan Manuel Busto Díaz (2004-2007) | PSPV-PSOE EUPV      |
| 2007-2011 | Mariano Sanchis (2007-2009) Moción de Censura José Vicente Martí (2009-2011)       | PP PSPV-PSOE        |
| 2011-2015 | Mercedes Sanchis Montañana                                                         | PP                  |
| 2015-2019 | Enric Esteve Ramón (2015-2017) Dolores Sánchez Parra (2017-2019)                   | Compromís PSPV-PSOE |
| 2019-2023 | Paz Carceller Llaneza                                                              | PP                  |
| 2023-act. | Paz Carceller Llaneza                                                              | PP                  |

## Patrimonio

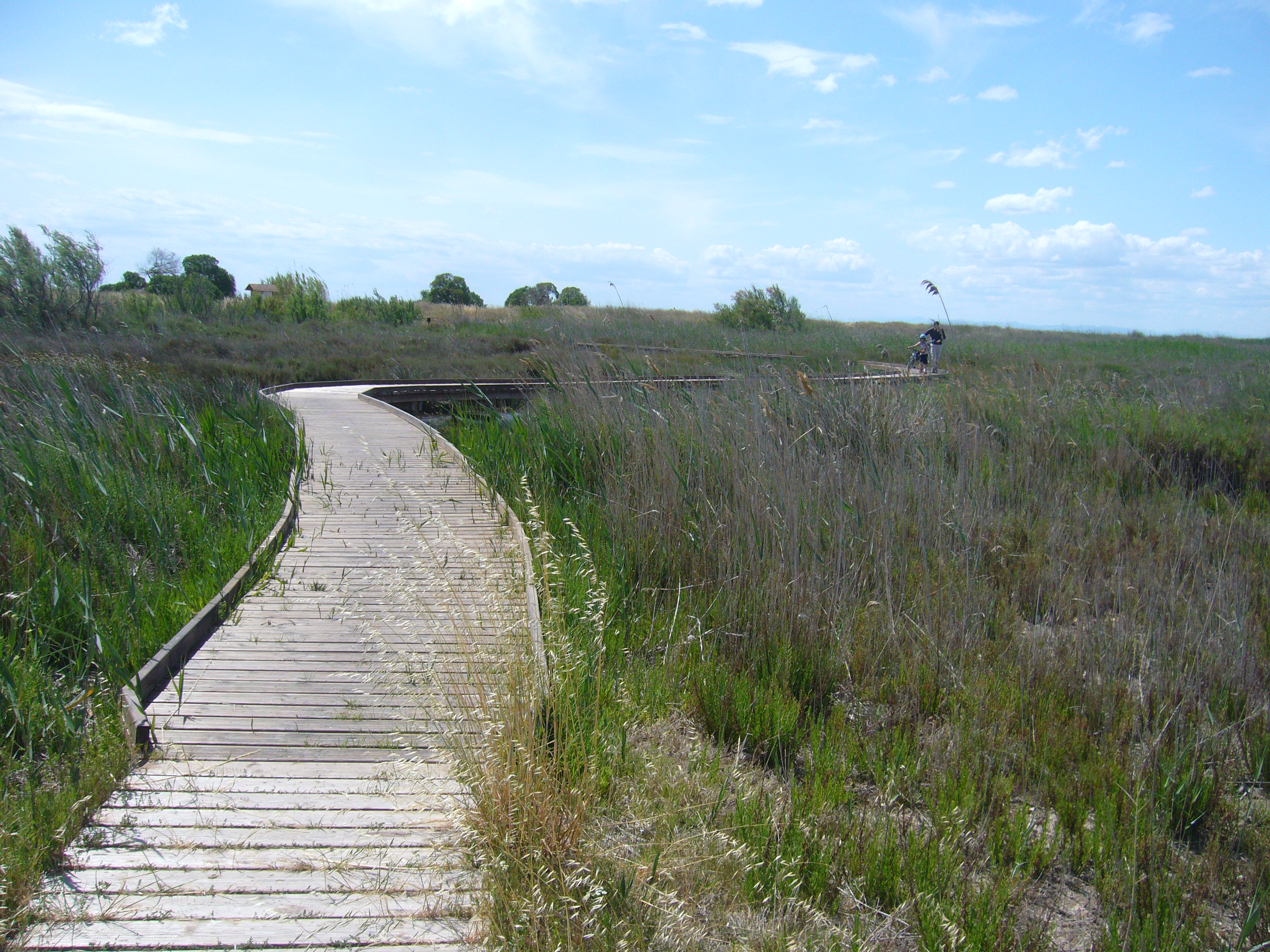
Humedal de la Marjal dels Moros

### Patrimonio Natural
- Marjal dels Moros

La Marjal dels Moros es un humedal entre las localidades de Puzol y Sagunto catalogado como zona ZEPA (Zona de especail protección de aves) debido a la afluencia de aves acuáticas. Con el cultivo del arroz y el auge inmobiliario en la zona de la playa de Puzol se destruyeron algunas zonas del paraje natural dedicadas a estas actividades. Se puede encontrar en esta zona diferentes especies autóctonas de peces, como el samaruc o el fartet. En la vegetación predominan la errea y el carrizo. Las aves que predominan en el humedal son el charrán común o la canastera, además de la predominante cigüeña blanca. En invierno se avistan concentraciones de cormorán grande, flamenco rosa o pato cuchara. La Marjal se ve afectada por las factorías industriales de Sagunto, que pone en riesgo el desarrollo del enclave natural.
- La Costera

Paraje natural de La Costera, que se sitúa en el cerro de La Costera con una cota máxima de 162 m, constituye la últimas estribaciones de la Sierra Calderona, se sitúa alrededor de una zona que con el paso del tiempo se ha ido urbanizando. Se calificó como paraje natural municipal para la protección del espacio natural frente la eclosión urbanística. la vegetación está formada por especies mediterráneas como la pinada, la encina o la carrasca. La fauna está compuesta por insectos, reptiles y pequeños carnívoros como el zorro o el hurón. Dentro del paraje natural se encuentran algunos talleres para grupos de jóvenes y escolares que fomentan el conocimiento de los jóvenes del lugar.

### Patrimonio Cultural

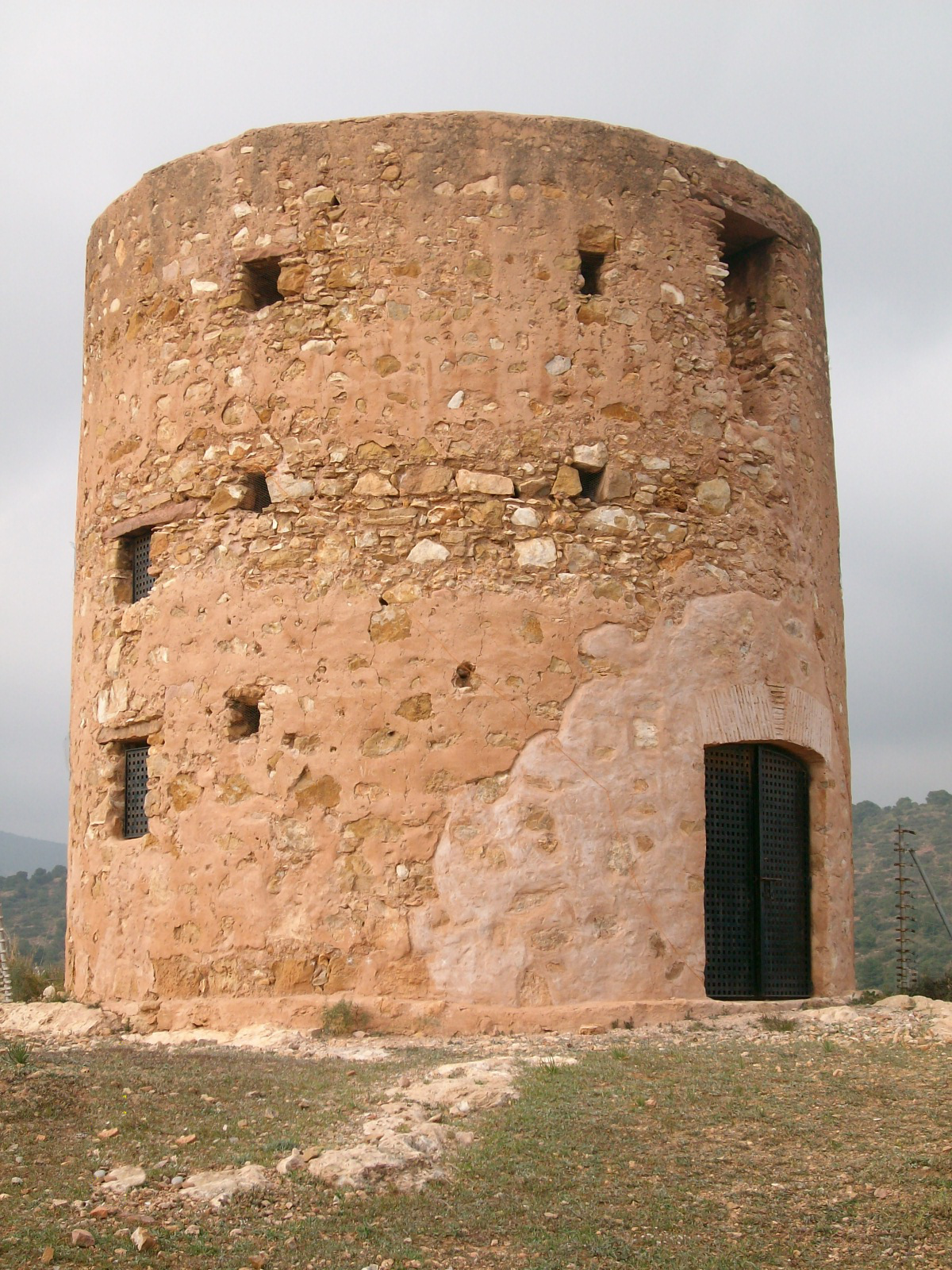
Molí de vent

- Molí de ventIglesia de los Santos Juanes: La construcción de su fachada comenzó en 1587 y finalizó en 1607. El 28 de octubre de ese año se celebró la primera misa y además se hizo una procesión para trasladar allí la imagen de Nuestra Señora la Virgen al Pie De la Cruz, la cual fue hallada en 1570 en la colina del Cabeçol de El Puig. El edificio fue construido gracias a los donativos particulares y la limosna recogida en el horno del pueblo.[41]
- Iglesia de Santa Marta: Fue construida en 1964 y en ella podemos encontrar obras que representan citas del evangelio, la iconografía de Santa Marta y diversas esculturas como el Cristo de la esperanza o la Inmaculada. Se enclava en la etapa final del Concilio Vaticano II.[41]
- Molino de Viento: Se encuentra aproximadamente a un kilómetro al oeste del casco urbano. Dejó de funcionar en el siglo XIX y actualmente se utiliza como reclamo turístico, está situado en lo alto de una loma desde la que se observa el pueblo y el mar. Es uno de los pocos molinos árabes de la Comunidad Valenciana. El Ayuntamiento de Puzol solicitó a principios de 2017 una subvención a la Diputación de Valencia para poder iniciar la recuperación del molino y convertirlo en un espacio de disfrute para los vecinos del municipio.[41]
- Palacio Arzobispal, derruido a mediados del siglo XX. De este palacio solo queda una muralla construida junto a la iglesia de los Santos Juanes en 1607. En el interior de esta se albergó uno de los primeros jardines botánicos de España, razón por la cual hoy se conoce esta muralla como muralla del jardín botánico. Fue rehabilitada en 1999 por el deterioro que había sufrido con el paso de los años. La muralla cuenta con iluminación nocturna desde enero del 2017.[41]
- La Torreta: Fue construida con piedra, teja y ladrillo de baro en el siglo XIV. Se sitúa en el casco antiguo de la ciudad y su finalidad era vigilar y proteger a la población de posibles ataques. Actualmente, es la vivienda más antigua de la ciudad, ya que es una vivienda particular.[41]
- Campo de futbol José Claramunt: ubicado al este de la población en honor al futbolista José Claramunt, hijo predilecto del municipio, exjugador del Valencia C.F y la Selección Española. Se inauguró en 2001 y actualmente alberga los partidos de la U.D Puçol.[42]

El Sindicato agrícola de Puzol, edificio construido por la población local, comenzó a funcionar en 1917. Vicente Sanchís, actual vocal de la junta, define el sindicato como "una especie de seguridad social avanzada a su época". A comienzos del sindicato, los llamados "protectores" aportaban dinero, medicamentos, empleo, etc., a los "protegidos" que a cambio ofrecían mano de obra. Se resolvía allí cualquier tipo de problema laboral o financiero. Los señores contrataban a jornaleros para que trabajaran sus tierras y también allí se realizaban reuniones y actividades festivas como carnaval o algunos bailes. Su actual presidente, José Soriano, recalcó que el sindicato era considerado "la casa del Pueblo".
```
  En posguerra fue requisado por el bando vencedor y tras muchos años de litigio en febrero del 2019 volvió a sus legítimos dueños, los descendientes de sus fundadores.
[
43
]
```

## Fiestas locales
- Fiestas patronales en honor a la Virgen al Pie de la Cruz: Celebra sus fiestas patronales en honor de los Santos Juanes el 24 de junio y en honor de la Virgen al Pie de la Cruz del 1 al 9 de septiembre. Entre las actividades realizadas durante estos días de septiembre destacan la fiesta de los niños, la dedicada a la tercera edad, el traslado de la imagen a la parroquia Santa Marta, el día de la “Entrà a la murta” (que conmemora la entrada de la Virgen en Puzol) y la ofrenda a la virgen. Aunque los dos grande días de las fiestas son el 8 y 9 de septiembre: El 8, el día de la patrona, está dedicado a los solteros del pueblo y se inicia a las 8.00 horas con una misa llamada “De descoberta”, en la que se muestra el retablo original de la virgen y, posteriormente, a las 12, se realiza una eucaristía. Mientras que el día 9, se celebra con las parejas de casados e incluye la solemne misa celebrada a mediodía.[44] También cabe destacar que el día siete de septiembre se celebra el día del toro por las calles del pueblo: los actos empiezan a las ocho con el encierro. Por la tarde se sigue con desencajonadas de toros y vacas y se cierra el día con los embolados por la noche. Las fiestas concluyen el 10 de septiembre con la misa de sufragio en honor a todos los difuntos del pueblo.[45]
- Fallas: Celebra las fallas entre el 15 y el 19 de marzo, tiene 5 juntas falleras: Antigua muralla (la más actual fundada en el 2010), Palacio-La Torre, Hostalets, Picayo, Camino La Mar y Molino de Viento.[46]
- San Antonio: Mes de enero. Abren la temporada taurina el sábado más cercano al 15 de enero. Además de los encierros también se organizan barbacoas, cenas populares y pasacalles.[47]
- Semana Taurina: A finales de junio y principios de julio se celebra la semana taurina organizada por la Agrupación de Peñas de la semana taurina Vila de Puçol con actividades culturales y taurinas que tienen como protagonistas los concursos de ganaderías.[48]
- San Juan: Además de las típicas hogueras en honor al patrón, dentro del recinto taurino de las fiestas patronales, y organizadas por la misma comisión, tiene lugar otro de los días grandes del toro en el pueblo. El día comienzo con el encierro a las ocho de la mañana, suelta de toros en horario vespertino y emboladas por la noche.[49]

## Hermanamiento
Puzol se encuentra hermanado con diferentes pueblos. Según el ayuntamiento el objetivo es dar a conocer la cultura y las costumbres del pueblo. Al igual pretende estrechar lazos entre los ciudadanos y asociaciones a través de la realización de visitas e intercambios. La organización de este proceso que ayuda a conocer otras realidades se hace mediante reuniones periódicas del Comité de Hermanamientos. El responsable municipal es Carlos Esteve Belenguer, concejal del PP. Pueblos con los que Puzol está hermanado:
- Noisiel (Francia): Pueblo francés a 30 km de la capital del país. Los pueblos llevan hermanados desde 1994 y desde entonces se han realizado intercambios en los que han participado, asociaciones, ciudadanos, colectivos locales…
- Allumiere (Italia): Pueblo italiano ubicado a 60 km de Roma. El 31 de agosto de 2006 se realizó la segunda fase de hermanamiento después de haberse realizado un año antes la primera fase.
- Agwanit (Sahara Occidental): El hermanamiento se realizó en 2002 y estuvo destinado a ayudar a la causa de la República Árabe Saharaui Democrática y a aportar recursos a esta localidad.
- Miajadas (España): Pueblo extremeño. Los pueblos llevan hermanados desde 1999 y se han realizado desde entonces diversos intercambios.[50]